# Accidente de Lignes Aériennes Congolaises de 1998

El Accidente de Lignes Aériennes Congolaises de 1998 se refiere a un vuelo no regular de pasajeros en servicio doméstico entre Kindu y Kinshasa que fue derribado por las fuerzas rebeldes, poco después de despegar del aeropuerto de Kindu, durante la fase de ascenso, el 10 de octubre de 1998. Los cuarenta y un pasajeros del avión perecieron en el suceso.

## Aeronave
La aeronave implicada fue un Boeing 727-30 de Lignes Aériennes Congolaises, con registro 9Q-CSG, que había efectuado su primer vuelo el 10 de marzo de 1965. La aeronave tenía 33 años y 7 meses de antigüedad en el momento del accidente.

## Descripción del evento
El Boeing 727-30 de Lignes Aériennes Congolaises despegó del aeropuerto de Kindu (KND/FZOA) para efectuar un servicio no habitual de pasajeros en vuelo doméstico hacia el aeropuerto internacional de N'djili en Kinshasa con treinta y ocho pasajeros y tres tripulantes a bordo. Tras sólo tres minutos de vuelo, la parte posterior de la aeronave fue alcanzada por un misil tierra-aire portátil de fabricación rusa Strela 2. El capitán intentó realizar un aterrizaje de emergencia, pero el 727 se estrelló en una densa jungla cerca de Kindu. Las cuarenta y una personas a bordo fallecieron.